# Wrzawy (gromada)
Wrzawy – dawna gromada, czyli najmniejsza jednostka podziału terytorialnego Polskiej Rzeczypospolitej Ludowej w latach 1954–1972.
Gromady, z gromadzkimi radami narodowymi (GRN) jako organami władzy najniższego stopnia na wsi, funkcjonowały od reformy reorganizującej administrację wiejską przeprowadzonej jesienią 1954 do momentu ich zniesienia z dniem 1 stycznia 1973, tym samym wypierając organizację gminną w latach 1954–1972.
Gromadę Wrzawy z siedzibą GRN we Wrzawach utworzono – jako jedną z 8759 gromad na obszarze Polski – w powiecie tarnobrzeskim w woj. rzeszowskim na mocy uchwały nr 34/54 WRN w Rzeszowie z dnia 5 października 1954. W skład jednostki wszedł obszar dotychczasowej gromady Wrzawy ze zniesionej gminy Trześń w tymże powiecie. Dla gromady ustalono 16 członków gromadzkiej rady narodowej.
31 grudnia 1961 gromadę zniesiono, włączając jej obszar do gromady Gorzyce w tymże powiecie.